# Charles Tyson Yerkes

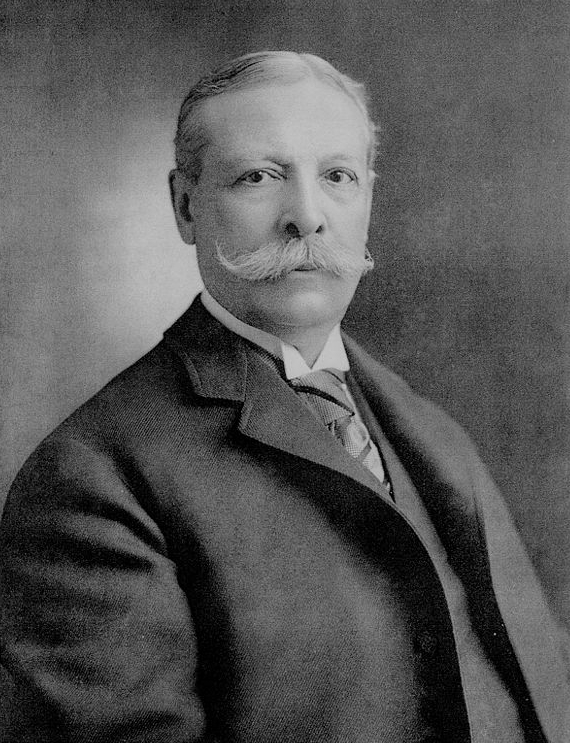
Charles Tyson Yerkes (1904)

Charles Tyson Yerkes (* 25. Juni 1837 in Philadelphia; † 29. Dezember 1905 in New York City) war ein US-amerikanischer Finanzier, der eine entscheidende Rolle beim Bau der Massenverkehrsmittel in Chicago und London spielte. Darüber hinaus finanzierte er den Bau des Yerkes-Observatoriums der Universität Chicago.

## Philadelphia
Yerkes’ Mutter starb an Kindbettfieber, als er fünf Jahre alt war. Wenig später wurde sein Vater von den Quäkern verstoßen, als er eine Nicht-Quäkerin heiratete. Nach dem Abschluss der Central High School in Philadelphia begann Yerkes im Alter von 17 Jahren seine berufliche Karriere als Angestellter einer Getreidehandelsfirma. Im Jahr 1859 gründete er als 22-Jähriger sein eigenes Handelsunternehmen und trat der Börse von Philadelphia bei. 1865 weitete er seine Geschäftstätigkeiten auf das Bankwesen aus und spezialisierte sich auf den Verkauf von Gemeinde-, Bundesstaats- und Regierungsobligationen. Er baute sich ein weitreichendes Beziehungsnetz auf und stand kurz davor, in die höchsten Gesellschaftskreise der Stadt aufzusteigen.
Als Agent für die Finanzverwaltung der Stadt Philadelphia verwendete er städtische Geldmittel für riskante Aktienspekulationen. Das Geld ging verloren, als der Große Brand von Chicago im Jahr 1871 eine landesweite finanzielle Panik auslöste. Yerkes ging bankrott, war nicht mehr in der Lage, das verlorene Geld zurückzuzahlen, und wurde zu 33 Monaten Haft verurteilt. Um möglichst rasch wieder aus dem Gefängnis zu gelangen, versuchte Yerkes, zwei einflussreiche Politiker aus Pennsylvania zu erpressen, was zunächst fehlschlug. Bald darauf gelangten jedoch kompromittierende Informationen an die Öffentlichkeit und Politiker wie Ulysses S. Grant fürchteten, dass die Enthüllungen ihre Chancen bei den bevorstehenden Wahlen beeinträchtigen würden. Man versprach, Yerkes zu begnadigen, wenn er seine Anschuldigungen zurückzog. Yerkes stimmte zu und wurde nach sieben Monaten Haft entlassen. In den nächsten zehn Jahren setzte er erfolgreich alles daran, seine vorherige finanzielle und persönliche Stellung wiederherzustellen.

## Chicago
1881 ließ sich Yerkes in Fargo im Dakota-Territorium nach 22 Jahren Ehe scheiden. Im selben Jahr heiratete er die 24-jährige Mary Adelaide Moore und zog nach Chicago. Dort gründete er ein Vieh- und Getreidehandelsunternehmen, war aber bald im öffentlichen Personennahverkehr der Stadt involviert. 1886 übernahm er mit Teilhabern die North Chicago City Railway. Nach kurzer Zeit kontrollierte er den größten Teil der Straßenbahnen in den nördlichen und westlichen Stadtteilen. Allerdings konnte er kein Straßenbahnmonopol errichten, da die Chicago City Railway im Süden der Stadt unabhängig blieb.
Yerkes wurde von der Presse heftig attackiert, da er gegen gesetzliche Regelungen, die Berufspendler unterstützen sollten verstieß. Er bestach Abgeordnete, erpresste sie oder setzte Halbweltdamen („Professional Vamps“) auf sie an. Windige Aktien und Anleihen brachten ihm beträchtliche Gewinne ein. Yerkes’ Ruf wurde so schlecht, dass seine kommerziellen Projekte gefährdet waren.
Zur Verbesserung seines Ansehens ließ er mehrere Brücken unter dem Chicago River renovieren und baute zwei neue Brücken. Darüber hinaus stiftete er viel Geld für wissenschaftliche Zwecke. 1892 unterstützte er William Rainey Harper, den Leiter der Universität Chicago, beim Bau eines biologischen Forschungslabors. Im gleichen Jahr überredeten ihn Harper und der Astronom George Ellery Hale zum Bau eines Observatoriums mit dem damals größten Teleskop der Welt. Yerkes fühlte sich übervorteilt, da er geglaubt hatte, lediglich das Teleskop zu finanzieren und nicht ein komplettes Observatorium. Nach einer Pressekampagne, in der Hale ihn als großzügigen Sponsor und Wohltäter feierte, wollte Yerkes aber keinen Rückzieher machen. Das Yerkes-Observatorium wurde am 21. Oktober 1897 eingeweiht. Yerkes Großzügigkeit beruhigte die öffentliche Meinung nur vorübergehend, wozu wohl auch die Tatsache, dass die Chicago Times von seinem politischen Hauptgegner, Carter Harrison Sr., herausgegeben wurde, beitrug.
1895 startete Yerkes eine politische Kampagne, um die Laufzeit der Straßenbahnkonzessionen zu verlängern. Er versuchte John Peter Altgeld, den Gouverneur von Illinois, mit einer hohen Bestechungssumme auf seine Seite zu ziehen, doch Altgeld sprach sich gegen die Gesetzesvorlage aus. Yerkes startete 1897 eine erneute Kampagne, und die Legislative von Illinois erließ ein Gesetz, das es den Stadtbehörden erlaubte, die Laufzeit von Konzessionen zu verlängern. Der Stadtrat von Chicago, sonst auf der Seite von Yerkes, stellte sich jedoch gegen ihn und beschloss, das Gesetz nicht anzuwenden. 1899 verkaufte Yerkes die Mehrheit seiner Nahverkehrsaktien in Chicago und zog nach New York.

## London
Im August 1900 zog Yerkes nach London, um sich am Ausbau der London Underground zu beteiligen, nachdem er eine der geplanten Strecken besichtigt hatte und auf dem höchsten Punkt des Hampstead Heath Vermessungen durchführen ließ. Er gründete 1901 die Underground Electric Railways Company of London, übernahm die finanziell angeschlagene Metropolitan District Railway und erwarb die Konzessionen für die noch nicht gebauten Bahnen Baker Street & Waterloo Railway, Charing Cross, Euston and Hampstead Railway und Great Northern, Piccadilly & Brompton Railway. Yerkes wendete, wie schon in Nordamerika, komplizierte Finanzierungsmethoden an, um die Geldmittel für den Bau der neuen Linien und die Elektrifizierung der bereits bestehenden Linien aufzutreiben. Ähnliche Ambitionen von John Pierpont Morgan konnte Yerkes erfolgreich verhindern.
Ende 1905 starb er in New York im Alter von 68 Jahren an einer Nierenkrankheit. Keines der Projekte in London war zum Zeitpunkt seines Todes vollendet. Die ersten Streckenabschnitte wurden im folgenden Jahr eröffnet.
Yerkes’ Zeit im Gefängnis und seine späteren finanziellen Erfolge verarbeitete der Schriftsteller Theodore Dreiser in seinen Romanen The Financier, The Titan und The Stoic, in denen Yerkes durch den Charakter „Frank Cowperwood“ verkörpert wird. Der Yerkes-Krater auf dem Mond ist nach ihm benannt.